# Partido Progressista Alemão
O Partido Progressista Alemão (Deutsche Fortschrittspartei) foi um partido liberal no Império Alemão.
Fundado em 6 de junho de 1859, o partido existiu até 1867.
De 1861 até 1866 os progressistas foram o grupe político mais forte no Reichstag.

## Literatura
- Andreas Biefang: National-preußisch oder deutsch-national? Die deutsche Fortschrittspartei in Preußen 1861-1867. In: Geschichte und Gesellschaft 3/1997. S.360–383. (na língua alemã)